# Max Rafferty

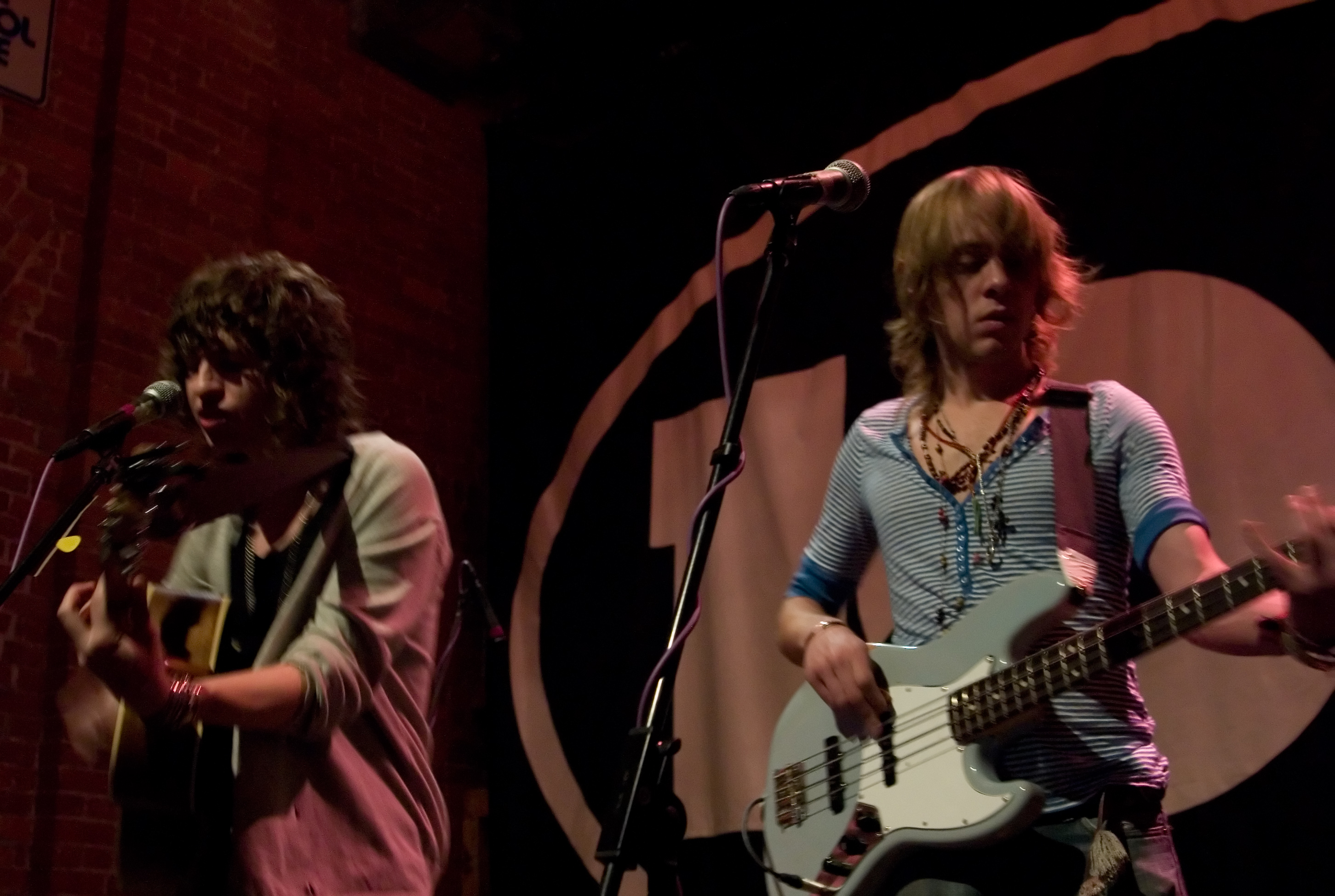
Max Rafferty (rechts)

Max Rafferty was de basgitarist van de Britse indierockband The Kooks.
Max Rafferty startte The Kooks in 2004 met zijn beste vriend Luke Pritchard, vocalist en gitarist van The Kooks, gitarist Hugh Harris, die bekendstaat om het feit dat hij de jongste man was die in een bekende rockband zat in 2005, en drummer Paul Garred. Voordat hij bij The Kooks zat leefde hij in Shropshire, Engeland, waar hij op de Bridgnorth Endowed School zat. De jongens ontmoetten elkaar voor het eerst in 2000 op het Brighton Institute of Modern Music, en kwamen in 2003 voor het eerst samen als band.
Iedereen deelde met elkaar een sterke voorkeur voor bands als The Police, The Strokes, David Bowie, The Kinks, The Everly Brothers en Funkadelic, wat uiteindelijk verantwoordelijk is voor de 'sound' van The Kooks. De eerste twee singles van The Kooks werden niet echt opgemerkt. De derde single was die van You Don't Love Me. Deze gaf hen hun eerste Top 20 hit, op nummer 12. Hun vierde single 'Naive' kwam op nummer 5 terecht in de hitlijsten en was hun eerste grote hit.
Op 30 januari 2008 maken The Kooks op hun Myspaceblog bekend dat Max Rafferty de band verlaat. Max Rafferty heeft al eerder de band verlaten wegens ziekten, er gingen geruchten dat hij in een afkickkliniek zou zitten. Daarna is hij weer teruggekomen bij de band, maar nu heeft hij de band dus definitief verlaten. 
Zijn tijdelijke vervanger was Dan Logan. Er is nu een vaste vervanger, Peter Denton. 
Max heeft een nieuwe band opgericht genaamd The Third Man waar hij een andere rol op zich neemt. Hij is zanger en gitarist van de band.
In 2012 brengt hij op Tinseltown Records de EP 'Just one life away' uit